# والاسی
latitudeوالاسیlongitudeوالاسی
والاسی (به انگلیسی: Wallasey) شهری در منطقهٔ بیرمنگام کشور انگلستان است که این کشور خود بخشی از بریتانیا محسوب می‌شود. این شهر در سال ۱۹۹۱ میلادی ۶۰٫۸۹۵ نفر جمعیت داشته و در سرشماری سال ۲۰۰۱ جمعیت آن به ۵۸٫۷۱۰ نفر رسیده‌است. میزان رشد سالانهٔ جمعیت والاسی ‎-۰٫۰۷ درصد می‌باشد و جمعیت این شهر در سال ۲۰۱۲ به ۵۸٫۲۳۷ نفر تغییر یافت.